# Burczak (obwód zaporoski)
Burczak (ukr. Бурчак) – wieś na Ukrainie, w obwodzie zaporoskim, w rejonie wasylowskim, w hromadzie Mychajliwka. W 2001 liczyła 1644 mieszkańców.

## Urodzeni
- Jewdokija Nosal – radziecka pilotka wojskowa.